# Priscila Fantin
Priscila Fantin de Freitas (n. 18 februarie 1983) este o actriță braziliană.
A fost cunoscută pentru rolurile sale ca protagoniștii Tati în Malhação, Maria în Esperança (2002), ticălosul Olga în Ciocolată cu piper (2003), tânăra Serena în Alma Gêmea (2005) și Beatriz anti-heroină în Șapte păcate (2007).

## Viața personală
La 24 ianuarie 2011, după ce a făcut un test de sânge, Priscila a avut confirmarea sarcinii sale cu prietenul, de asemenea, actorul Renan Abreu. Pe 16 august 2011, fiul său, Romeo.
În iunie 2017, după șase ani de căsătorie, actrița anunță separarea ei de Renan Abreu.

## Filmografie (selecție)

### Televiziune
- Êta Mundo Bom! - Diana de Oliveira (2016)
- Boogie Oogie - Solange (2015) (participare specială)
- As Brasileiras - Berenice (2012) (episod: "A Sambista da BR-116")
- Tempos Modernos - Nara Nolasco (2010)
- Casos e Acasos - Franciele (2008) (episod: "A Noiva, o Desempregado e o Fiscal")
- Șapte păcate - Beatriz Ferraz (2007/2008)
- Alma Gêmea - Serena Anauê Dias (2005/2006)
- Mad Maria - Luísa (2005)
- Oi Mundo Afora - gazdă (2004)
- Celebritate - însăși (2004) (participare specială)
- Ciocolată cu piper - Olga Gonçalves (2003/2004)
- Sítio do Picapau Amarelo - Bela (2003) (episod: "A Bela e a Fera")
- Esperança - Maria (2002/2003)
- As Filhas da Mãe - Joana Rocha (Gutierrez) (2001/2002)
- Malhação - Tatiana Almeida (1999/2000)